# CloneDVD
CloneDVD es una software de clonación de DVD propietario, desarrollado por Elaborate Bytes, que puede ser utilizado para hacer copias de seguridad de cualquier DVD de una película no protegida contra copia. El programa es capaz de transcodificar una doble capa de una película de DVD para que quepa en un DVD-R, DVD+R o DVD+R DL (Doble Capa) del disco.
Los usuarios también tienen la opción de elegir los flujos de audio, los subtítulos y los capítulos. Esto se llama personalizar. Por ejemplo, los usuarios pueden editar y eliminar ciertas partes de un DVD que no quieren grabarlo, tales como el menú principal, los "bonus", sus comentarios o ciertas escenas del DVD. Mediante el movimiento de una barra de calidad (o mediante la selección de un estándar de formato de disco óptico) el usuario puede hacer que el DVD se adapte a su medio de destino. Otra característica de este software es su capacidad para guardar el contenido del disco como una imagen ISO, o como un archivo individual de los archivos del DVD (es decir, en un directorio VIDEO_TS). Por el contrario, CloneDVD puede escribir un DVD a partir de una imagen ISO y de un directorio de cada DVD de los archivos. En consecuencia, CloneDVD puede procesar una carpeta de archivos de DVD (es decir, mediante otro medio de almacenamiento) y convertirla en una imagen ISO. Sin embargo, no puede convertir una imagen ISO directamente en un directorio de archivos de un DVD, pero es posible hacerlo por primera montando la imagen en una unidad virtual usando un emulador de imagen de disco, como Virtual CloneDrive.
CloneDVD es compatible con velocidades de grabación de DVD de hasta 18x.

## Requisitos
Los requisitos para utilizar CloneDVD son:
- 1Ghz de procesador
- 256 MB de memoria RAM
- 5GB de espacio en disco duro
- Windows 2000 o posterior[1]